# Pechs-de-l’Espérance
Pechs-de-l’Espérance község Franciaország Új-Aquitania régiójában, Dordogne megyében. Új községként 2022. január 1-jén jött létre három korábbi község: Cazoulès, Orliaguet és Peyrillac-et-Millac egyesítésével. Lakosainak száma 784 fő (2022. január 1.).

## Népesség
| Lakosok száma | 765  | 760  | 772  | 784  |
|               | 2019 | 2020 | 2021 | 2022 |